# Macrobrachium cavernicola
Macrobrachium cavernicola är en kräftdjursart som först beskrevs av Kemp 1924.  Macrobrachium cavernicola ingår i släktet Macrobrachium och familjen Palaemonidae. Inga underarter finns listade i Catalogue of Life.